# Allium aciphyllum
Allium aciphyllum — вид рослин з родини амарилісових (Amaryllidaceae); ендемік північного Сичуаня, Китай.

## Опис
Цибулини скупчені, циліндричні, потовщені в основі, діаметром 0.8—1 см; оболонка темно-коричнева, сітчаста. Листки приблизно рівні стеблині, ≈ 1 мм завширшки, зверху жолобчасті. Стеблина 15–25 см, циліндрична, вкрита листовими піхвами лише в основі. Зонтик малоквітковий. Оцвітина блідо-червона; зовнішні сегменти яйцеподібні, ≈ 3.5 × 1.8 мм; внутрішні довгасті, ≈ 4 × 2 мм. Період цвітіння: серпень — жовтень.

## Поширення
Ендемік північного Сичуаня, Китай.